# Biblioteca municipal de Nancy
La Biblioteca municipal de Nancy (en francés: Bibliothèque municipale de Nancy) es una biblioteca pública establecida en 1750 en la localidad de Nancy, en Francia. Alberga alrededor de 400.000 documentos, libros, mapas, planos y grabados. El Rey polaco Estanislao Leszczynski comenzó la colección en 1750. La biblioteca está situada en un edificio de la antigua universidad en la 43, rue Stanislas, en el centro de Nancy, cerca de la plaza Stanislas y la Gare de Nancy-Ville.